# Kai U. Jürgens
Kai Ulrich Jürgens (* 5. Juli 1966 in Kiel) ist ein deutscher Literaturwissenschaftler, Essayist, Rezensent, Herausgeber, Lektor und Zeichner.
Jürgens wurde 1999 über den Schriftsteller Ror Wolf promoviert. Er publiziert seitdem bevorzugt zu gegenwartsbezogenen Themen aus Literatur, Film, Kunst und Musik, u. a. zu Anke Feuchtenberger, David Lynch, Arno Schmidt und Asmus Tietchens. Zudem ist er für Verlage, Tageszeitungen und Rundfunkanstalten tätig. Seit dem Winter 2013/14 arbeitet er zudem als semesterweise Lehrbeauftragter an der Christian-Albrechts-Universität zu Kiel.
2002 betreute er die literarische „Kieler Edition“. Er gehört zu den Betreibern der Wirklichkeitsfabrik, die das Werk von Ror Wolf im Internet vorstellt, und ist als Herausgeber an der Werkausgabe Ror Wolf Werke (RWW) im Verlag Schöffling & Co. beteiligt.

## Werke (Auswahl)

### Bücher
- 150 Jahre Alma an der Ostsee. Eine Freimaurerloge aus Kiel im Wandel der Zeiten, Verlag Ludwig, Kiel 2016
- Wie veröffentliche ich meine Doktorarbeit? Der sichere Weg zum eigenen Buch, Reihe Praxis + Erfolg, Band 4, Verlag Ludwig, Kiel 2007
- »Die Spur ist die Mutter des Weges.« Tallinn und Kiel – Die Geschichte einer Städtepartnerschaft, Verlag Ludwig, Kiel 2006
- Ni Dieu, ni Maitresse. Exil und Erotik in Arno Schmidts »Nobodaddy’s Kinder«, Verlag Ludwig, Kiel 2000
- Zwischen Suppe und Mund. Realitätskonzeption in Ror Wolfs »Fortsetzung des Berichts«, Verlag Ludwig, Kiel 2000

### Herausgaben
- Arbeitsbuch Christopher Ecker. Aufsätze und Materialien, Peter Lang, Berlin 2021. ISBN 978-3-63184-271-3
- Nachrichten aus der bewohnten Welt. Prosa IV, Ror Wolf Werke Bd. 5, Schöffling & Co., Frankfurt am Main 2014
- Die Gefährlichkeit der großen Ebene. Prosa III, Ror Wolf Werke Bd. 4, Schöffling & Co., Frankfurt am Main 2012
- Liebeserklärung an eine Zielscheibe. Materialien zu Christopher Eckers Roman »Fahlmann«, Mitteldeutscher Verlag, Halle 2012. ISBN 978-3-89812-878-0
- Fortsetzung des Berichts. Prosa I, Ror Wolf Werke Bd. 2, Schöffling & Co., Frankfurt am Main 2010; Neusatz (ohne den Anhang, aber mit Nachwort) als Band 12 der ›Bibliothek des Humors‹, Süddeutsche Zeitung 2011
- Monographie Asmus Tietchens. Essays – Interviews – Werkverzeichnis, Erweiterte Neuausgabe, Verlag AufAbwegen / Verlag Ludwig, Köln / Kiel 2006
- Kieler Edition. Literatur von deutschsprachigen Gegenwartsautoren (5 Bände; Titel von Hannes Hansen, Cornelia Manikowsky, Olivia Kleinknecht, Jörg W. Gronius & Bernd Rauschenbach sowie Detlef Lieske), Verlag Ludwig, Kiel 2002
- Ähnliches ist nicht dasselbe. Eine rasante Revue für Ror Wolf (mit Oliver Jahn), Verlag Ludwig, Kiel 2002
- Monographie Asmus Tietchens, Verlag AufAbwegen, Münster / Verlag Ludwig, Köln / Kiel 1999

### Kataloge
- Der Kontinent der Angst. Spät-Europa, zweites Heft, Edition Malariakopf, Kiel 2004
- Auf dieser fremden Erde. Spät-Europa, erstes Heft, Edition Malariakopf, Kiel 2003